# Deux Coups classiques
Deux Coups classiques est un film français muet réalisé par André Hugon, sorti en 1914.

## Fiche technique
- Réalisation et scénario : André Hugon
- Société de production :
- Pays d'origine : France
- Format : Muet - Noir et blanc
- Date de sortie : 1914